# Manaure, Cesar
Manaure [Balcón del Cesar] là một khu tự quản thuộc tỉnh Cesar, Colombia. Thủ phủ của khu tự quản Manaure [Balcón del Cesar] đóng tại Balcón del Cesar Khu tự quản Manaure [Balcón del Cesar] có diện tích 1264 ki lô mét vuông. Đến thời điểm ngày 28 tháng 5 năm 2005, khu tự quản Manaure [Balcón del Cesar] có dân số 7591 người.